# Invasions du royaume de Goryeo par les Turbans rouges
Les Invasions du royaume de Goryeo par les Turbans rouges ont lieu au XIVe siècle, lorsque la révolte des Turbans rouges s'étend au royaume de Goryeo, dans la péninsule de Corée. Cette révolte, née dans la région du Zhejiang, luttait contre les Yuan, une dynastie d’origine mongole régnant à la fois sur la Chine et le plateau mongol. Après avoir réussi à prendre le contrôle du Liaodong, les Turbans rouges envahissent le Goryeo en 1359 et 1360.

## Situation avant les invasions
À la suite des invasions mongoles de la Corée, qui ont lieu entre 1231 et 1259, le royaume coréen de Goryeo devient un État vassal de la dynastie Yuan à partir de 1270 et jusqu'en 1356. La situation change au milieu du XIVe siècle, lorsque la dynastie Yuan commence à s'effondrer à cause de la révolte des Turbans rouges. Le roi Kongmin du Goryeo voit là une occasion de se débarrasser de la tutelle mongole. Il réforme le gouvernement coréen, élimine les avant-postes militaires mongols, purge la Cour royale de ses éléments pro-Yuan et récupère les territoires du Nord de la Corée que les Yuan avaient annexés après leur victoire.

## Première invasion des Turbans rouges
En décembre 1359, une partie de l'armée des Turbans rouges s'installe dans la péninsule du Liaodong. Les nouveaux venus manquent de matériel et de provisions pour continuer la guerre contre les Yuan et ont perdu leur voie de repli vers la Chine continentale. Pour sortir de cette impasse, le général Mao Ju-jing des Turbans rouges prend le commandement d'une armée et envahit le Goryeo, prenant au passage la ville de Pyongyang. La riposte coréenne ne se fait pas attendre et en janvier 1360, l'armée du Goryeo dirigée par les généraux An U et Yi Bang-sil reprend Pyongyang et chasse les Turbans rouges du Nord de la péninsule coréenne. Selon les chroniques de l'époque, l'armée du Turban rouge qui avait traversé la rivière Yalu était forte d'environ 40 000 soldats, dont seulement 300 sont retournés au Liaoning après la guerre.

## Seconde  invasion des Turbans rouges
En novembre 1360, les troupes des Turbans rouges passent à nouveau la frontière nord-ouest de Goryeo. Cette fois-ci, l'attaque est de plus grande ampleur, car ce sont 200 000 soldats qui attaquent la Corée. Les troupes chinoises occupent Gaegyeong, la capitale du Goryeo, pendant une courte période, tandis que le roi Kongmin réussit à leur échapper et se réfugier à Andong. Cependant, les Turbans rouges n'ont pas encore gagné la guerre, car les généraux Choe Yeong, Yi Seonggye, Jeong Seun et Yi Bang-sil lèvent des troupes et organisent une contre-attaque. Ils réussissent à repousser l'armée des Turbans rouges et à infliger de lourdes pertes à ces derniers. Les généraux chinois Sha Liu et Guan Xiansheng sont tués lors des combats qui accompagnent cette contre-attaque. Après cette victoire, les troupes du Goryeo se mettent à pourchasser continuellement les soldats  des Turbans rouges qui essayent de se replier, jusqu'à ce qu'ils soient expulsés de la péninsule coréenne.

## Conséquences
Bien que le Goryeo ait réussi à repousser les Turbans rouges, la population et l'économie ont été gravement touchées lors des combats. Pour aggraver la situation, les pirates Wakō provoquent des troubles dans le sud de la péninsule depuis un certain temps. Le roi Kongmin réagit en envoyant les généraux Choe Yeong et Yi Seong-gye combattre ces pirates, donnant ainsi à ses généraux victorieux beaucoup d'influence et une base de pouvoir dans le pays. Parmi eux, le général Yi Seong-gye finit par se rapprocher de la faction réformiste Sinjin.
En 1388, refusant de diriger une invasion du Liaodong et de combattre la dynastie Ming, Yi Seong-gye décide de se révolter contre le roi U de Goryeo, le successeur de Kongmin, et son compatriote le général Choe Yeong. Yi retourne alors à Gaegyeong, la capitale du royaume, à la tête de ses troupes et prend le contrôle du gouvernement. En 1392, il fonde la dynastie Joseon, dont il devient le premier roi sous le nom de Taejo.

## Lire également
- Corée sous les Yuan
- Kongmin
- Taejo
- Révolte des Turbans rouges